# لورين جيبسون
لورين جيبسون (بالإنجليزية: Lauren Gibson) هي لاعبة كرة لينة أمريكية، ولدت في 19 أغسطس 1991 في باسادينا في الولايات المتحدة.